# شینجیرو آتائه
شینجیرو آتائه (انگلیسی: Shinjiro Atae؛ زادهٔ ۲۶ نوامبر ۱۹۸۸ بازیگر، و خواننده اهل ژاپن است.